# Municipio de San Miguel Panán
Municipio de San Miguel Panán är en kommun i Guatemala.   Den ligger i departementet Departamento de Suchitepéquez, i den sydvästra delen av landet, 90 km väster om huvudstaden Guatemala City.
Följande samhällen finns i Municipio de San Miguel Panán:
- San Miguel Panán